# 橙縣 (加利福尼亞州)
县（缩写为O.C.，又译奧蘭治县）是位於美国加利福尼亚州南部、相對富裕的一個郡，西瀕太平洋，位處洛杉磯郡的東南方，面積2,455平方公里，屬於大洛杉磯地區的一部分。郡內許多小城市多為新興規劃之市郊型住宅區，因此吸引不少中上階層家庭定居於此，根據2010年全美人口普查結果，該郡共有3,010,232人，是加州人口第三多的郡，僅次於北鄰的洛杉磯郡與南鄰的圣迭戈县。橙縣亦是美國人口第六多的縣份。郡政府位於聖安娜市。

## 歷史

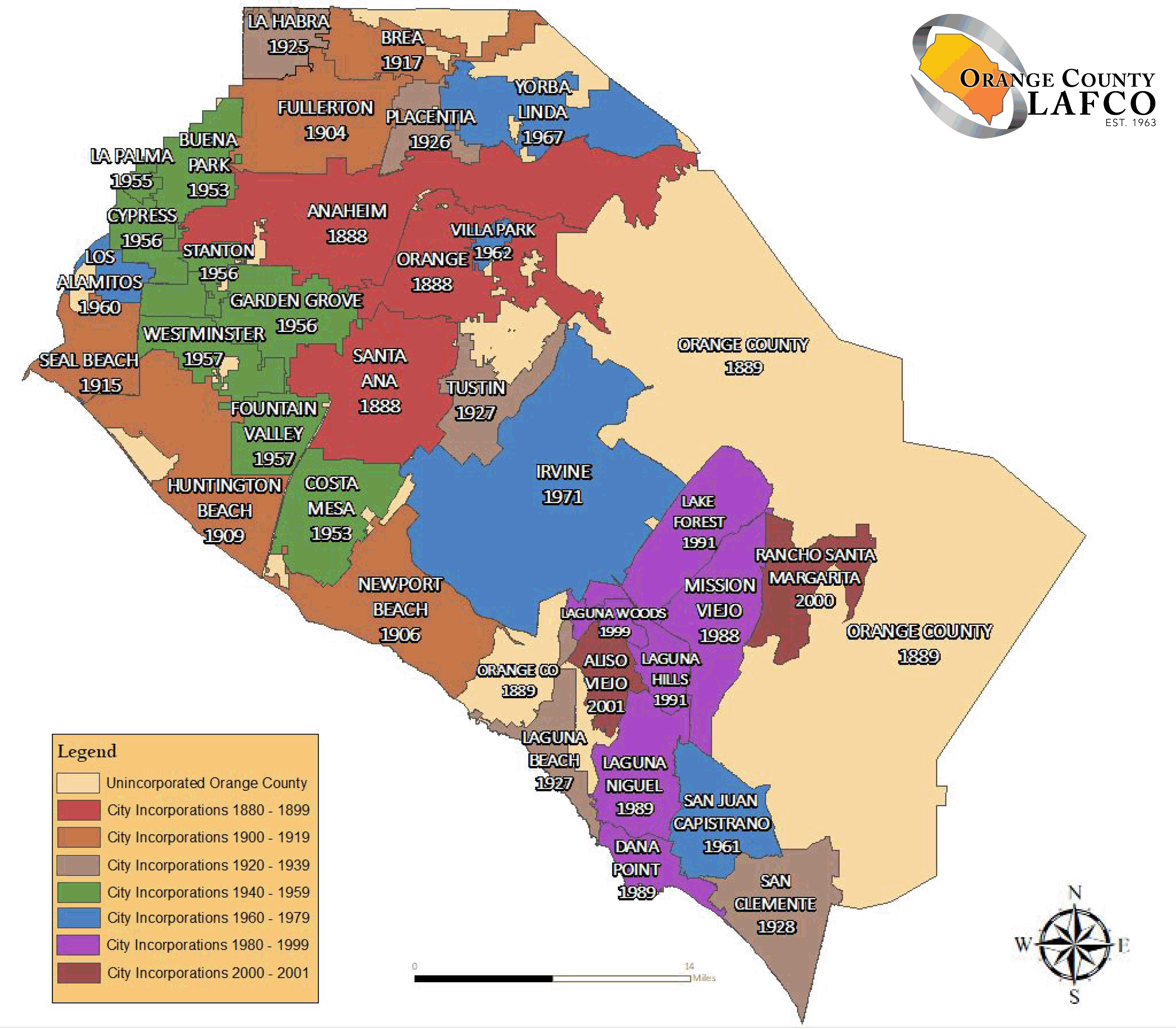
橙縣政區劃分

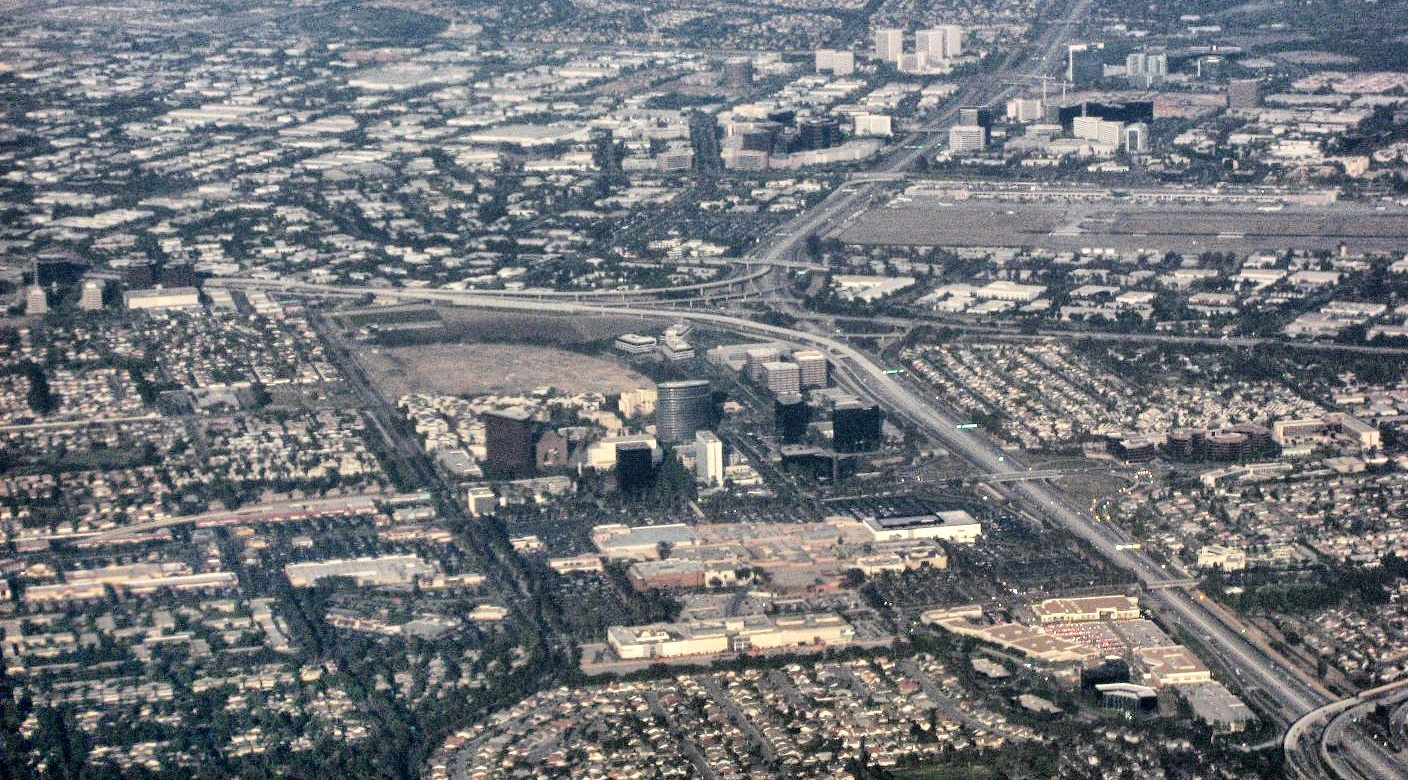
聖塔安娜市

橘郡成立於1889年3月11日，名稱來自當時的主要農作物—橘子。洛杉磯市郊的加州迪士尼樂園即位於橘郡的第二大城安納海姆市，而郡內的華裔人口則多聚居於橘郡中部、富裕的新興規劃城市—爾灣。
除了華裔之外，橘郡尚聚居了其他的亞裔美國人，包括北部的富樂頓、普安那公園一帶有相當多的韓裔；而西北部的西敏、園林市附近則有越南本土以外最大的越裔聚居地，該區素有「小西貢」（Little Saigon）之稱。橘郡也有為數不少的日裔和印度裔居民，惟其居住相對分散。

## 地理

奥兰治县南部的拉古纳海滩三拱湾

根据美国普查局的数据，奥兰治县总面积为948平方英里（2460平方公里），其中791平方英里（2050平方公里）为陆地，410平方公里（16.6%）为水域。它是南加利福尼亚州面积最小的县，仅为该地区第二小县文图拉县的40%多一点。年平均温度约为68°F（20°C）。

### 建制市
| 自治体（市/镇）                                            | 成立年份 | 区域 | 人口（2018） |
| ---------------------------------------------------------- | -------- | ---- | ------------ |
| 亞里索維耶霍／亞里索維耶荷（Aliso Viejo）                  | 2001     | 南部 | 51,783       |
| 安那翰／安納海姆（Anaheim）                                | 1876     | 北部 | 352,005      |
| 布雷亞（Brea）                                             | 1917     | 北部 | 43,601       |
| 普安那公園（Buena Park）                                   | 1953     | 北部 | 82,421       |
| 科斯塔梅薩（Costa Mesa）                                   | 1953     | 北部 | 113,615      |
| 赛普里斯／柏市（Cypress）                                  | 1956     | 北部 | 48,958       |
| 達納角（Dana Point）                                       | 1989     | 南部 | 33,730       |
| 芳泉谷（Fountain Valley）                                  | 1957     | 北部 | 55,814       |
| 富勒頓／富樂敦（Fullerton）                                | 1904     | 北部 | 139,640      |
| 加登格羅夫／園林市（Garden Grove）                         | 1956     | 北部 | 172,646      |
| 杭亭頓灘（Huntington Beach）                               | 1909     | 北部 | 200,641      |
| 爾灣／欧文（Irvine）                                       | 1971     | 南部 | 282,572      |
| 拉哈布拉（La Habra）                                       | 1925     | 北部 | 62,183       |
| 拉帕爾馬（La Palma）                                       | 1955     | 北部 | 15,568       |
| 拉古納灘（Laguna Beach）                                   | 1927     | 南部 | 22,991       |
| 拉古納山（Laguna Hills）                                   | 1991     | 南部 | 31,024       |
| 拉古納湖（Laguna Niguel）                                  | 1989     | 南部 | 66,266       |
| 拉古納林（Laguna Woods）                                   | 1999     | 南部 | 16,046       |
| 森林湖（Lake Forest）                                      | 1991     | 南部 | 85,623       |
| 洛斯阿拉米托斯（Los Alamitos）                             | 1960     | 北部 | 11,529       |
| 米申維耶霍／米申維耶荷（Mission Viejo）                    | 1988     | 南部 | 95,202       |
| 新港灘／纽波特灘（Newport Beach）                          | 1906     | 南部 | 85,326       |
| 橙市／奧蘭治（Orange）                                     | 1888     | 北部 | 139,484      |
| 普拉森（Placentia）                                        | 1926     | 北部 | 51,671       |
| 蘭喬聖瑪格麗塔／蘭喬聖塔瑪格麗塔（Rancho Santa Margarita） | 2000     | 南部 | 48,325       |
| 聖克萊門特（San Clemente）                                 | 1928     | 南部 | 64,857       |
| 聖胡安-卡皮斯特拉諾（San Juan Capistrano）                 | 1961     | 南部 | 36,013       |
| 聖安娜／聖塔安娜（Santa Ana）                              | 1886     | 北部 | 332,725      |
| 海豹灘（Seal Beach）                                       | 1915     | 北部 | 24,119       |
| 斯坦頓（Stanton）                                          | 1956     | 北部 | 38,234       |
| 塔斯廷（Tustin）                                           | 1927     | 北部 | 79,795       |
| 維拉公園（Villa Park）                                     | 1962     | 北部 | 5,839        |
| 威斯敏斯特／西敏市（Westminster）                          | 1957     | 北部 | 90,938       |
| 約巴林達（Yorba Linda）                                    | 1967     | 北部 | 67,787       |

## 政治
橘郡相較於鄰近的洛杉磯，被認為是全加州傾向共和黨最明顯的郡之一。由近幾十年地方或聯邦選舉來看（詳見表單），大部分的投票結果皆由共和黨籍候選人勝出，而在2016年總統選舉之前只有1932年和1936年，罗斯福參與的美國總統選舉中由民主黨勝出（目前該郡七位聯邦眾議員中有四位是共和黨人）。一般認為，這樣的政治傾向來自於當地居民在政治、經濟和社會議題上的保守態度，而這樣的態度正是共和黨傳統所持的立場。2016年美國總統选举，民主黨更自1936年後首次在橘郡得到過半數選票。
1994年，橘郡因市政府財務主管投資衍生性金融商品及過度槓桿而發生大量虧損，橘郡政府只好宣布破產，並以裁員和縮減市政服務來償還債務。財務主管的投資策略包括，借入低利率的短期資金，買入高利率的長期債券，賺取息差。1994年，短期利率上升，投資出現虧損，金融機構因此追收額外的保證金。由於過度使用槓桿，市政府未能支付所需的保證金，被迫在出現出巨額虧損時平倉。
另外，橙縣的居民有時會被媒體統稱為「Orange Countians」（橙縣人）。
在2018年中期选举后所有共和党人均退休或败选。第116届美国国会中橙县的众议院代表如下：
- 加利福尼亞州第三十八國會選區：由民主党人琳达·桑切斯（英语：Linda Sánchez）代表
- 加利福尼亞州第三十九國會選區：由民主党人喜吉利（吉尔·西斯内罗斯）（英语：Gil Cisneros）代表
- 加利福尼亞州第四十五國會選區：由民主党人凯蒂·波特（英语：Katie Porter）代表
- 加利福尼亞州第四十六國會選區：由民主党人楼·科雷亚（英语：Lou Correa）代表
- 加利福尼亞州第四十七國會選區：由民主党人艾伦·洛文塔尔（英语：Alan Lowenthal）代表
- 加利福尼亞州第四十八國會選區：由民主党人哈利·容达（英语：Harley Rouda）代表，及
- 加利福尼亞州第四十九國會選區：由民主党人迈克·莱文代表。

## 人口

### 2010年
根據2010年人口普查，橙縣擁有3,010,232居民。橙縣的人口是由1,830,758（60.8%）白人、67,708（2.2%）黑人、18,132（0.6%）原住民、537,804（17.9%）亞洲人、9,354（0.3%）大洋洲人、435,641（14.5%）其他種族和127,799（4.2%）混血构成。聖貝納迪諾縣總共擁有1,012,973（33.7%西班牙裔和拉丁美洲人。
在西班牙裔和拉美裔人口中，有28.5%是墨西哥人、0.8%是薩爾瓦多人、0.5%是危地馬拉人、0.4%是波多黎各人、0.3%是古巴人、0.3%是哥倫比亞人以及0.3%是秘魯人。
在亞裔人口中，有6.1%為越南人、2.9%為韓國人、2.7%為中國人、2.4%為菲律賓人、1.4%為印度人、1.1%為日本人、0.2%為柬埔寨人、0.2%為巴基斯坦人、0.1%)為泰國人、0.1%為印尼人、以及0.1%為寮國人。

### 2000年
| 调查年     | 人口      | 备注 | %±     |
| ---------- | --------- | ---- | ------ |
| 1890       | 13,589    |      | —      |
| 1900       | 19,696    |      | 44.9%  |
| 1910       | 34,436    |      | 74.8%  |
| 1920       | 61,375    |      | 78.2%  |
| 1930       | 118,674   |      | 93.4%  |
| 1940       | 130,760   |      | 10.2%  |
| 1950       | 216,224   |      | 65.4%  |
| 1960       | 703,925   |      | 225.6% |
| 1970       | 1,420,386 |      | 101.8% |
| 1980       | 1,932,709 |      | 36.1%  |
| 1990       | 2,410,556 |      | 24.7%  |
| 2000       | 2,846,289 |      | 18.1%  |
| 2010       | 3,010,232 |      | 5.8%   |
| 2011年估计 | 3,055,745 |      | 1.5%   |

根據2000年人口普查，橙縣擁有2,846,289居民、935,287住戶和667,7946家庭。。其人口密度為每平方英里1,392居民（每平方公里3,606居民），是加州人口最集中的縣份。橙縣擁有969,484間房屋单位，其密度為每平方英里474間（每平方公里1,228間）。橙縣的人口是由64.8% 白人、13.6%亞洲人、1.7%黑人、0.7%土著、0.3%太平洋岛民、14.8%其他種族和4.1%混血构成。而西班牙裔或拉丁美洲人佔了人口30.8%。而在64.8%白人當中，有8.9%為德國人、6.9%英國人和6.0%愛爾蘭人。於2,846,289居民當中，有58.6%母語為英語、25.3%西班牙語、4.7% 越南語、1.9%朝鮮語、1.5%漢語、1.2% 他加祿語。
在935,287住户中，有37.0%擁有一個或以上的兒童（18歲以下）、55.9%為夫妻、10.7%為單親家庭、而有28.6%為非家庭。其中21.1%住户為獨居，7.2%為同居長者。平均每戶有3.00人，而平均每個家庭則有3.48人。在2,846,289居民中，有27.0%為18歲以下、9.4%為18至24歲、33.2%為25至44歲、20.6%為45至64歲以及9.9%為65歲以上。人口的年齡中位數為33歲，而每100個女性就有99.0個男性。而每100個女性兒童（18歲以下）就有96.7個男性兒童。
民族多樣性的變化已經改變了人口結構。截至2009年，母語為英語的人口下降至約55%，而母語非英語的人口則上升至近45%。白人人口更由2000年的64.8%急跌至45%。相反，西班牙裔、韓裔、華裔和越南裔的人口則穩定地持續上升。外國出生的居民的比例由1970年的6%急升至2008年的30%。爾灣市兩位市長，姜淑熙和蔡瑞浩，更是首兩個韓裔美國市長。姜淑熙更揚言「我們這個城市擁有35種語言」。
里弗賽德縣的住戶收入中位數為$61,8997，而家庭收入中位數則為$75,700（這些數字於2007年估計中分別上升至$71,601和$81,260）男性的收入中位數為$45,059，而女性的收入中位數則為$34,026。橙縣的人均收入為$25,826。約7.0%家庭和10.3%人口在貧窮線以下。

## 交通

### 公路
- 5號州際公路

### 機場
- 約翰韋恩機場